# Keltia Musique
Pour les articles homonymes, voir Keltia.
Keltia Musique est un label indépendant de production et de distribution discographiques spécialisé en musiques bretonnes et celtiques. Il a été fondé en 1978 à Quimper en Bretagne, par l’un des pionniers en la matière, le sonneur Hervé Le Meur,, qui s’est investi sans relâche dans le développement et la promotion de la musique bretonne.  
Keltia Musique est devenu producteur, puis premier distributeur en France de musiques celtiques. C’est ainsi en grande partie grâce à Hervé, relayé par son fils Alain à partir des années 1990, que ce rayon s’est étoffé et renouvelé sur près de trente-cinq ans chez les disquaires de l’Hexagone. 

## Historique

### De la cave de la maison familiale au magasin de la place au Beurre à Quimper

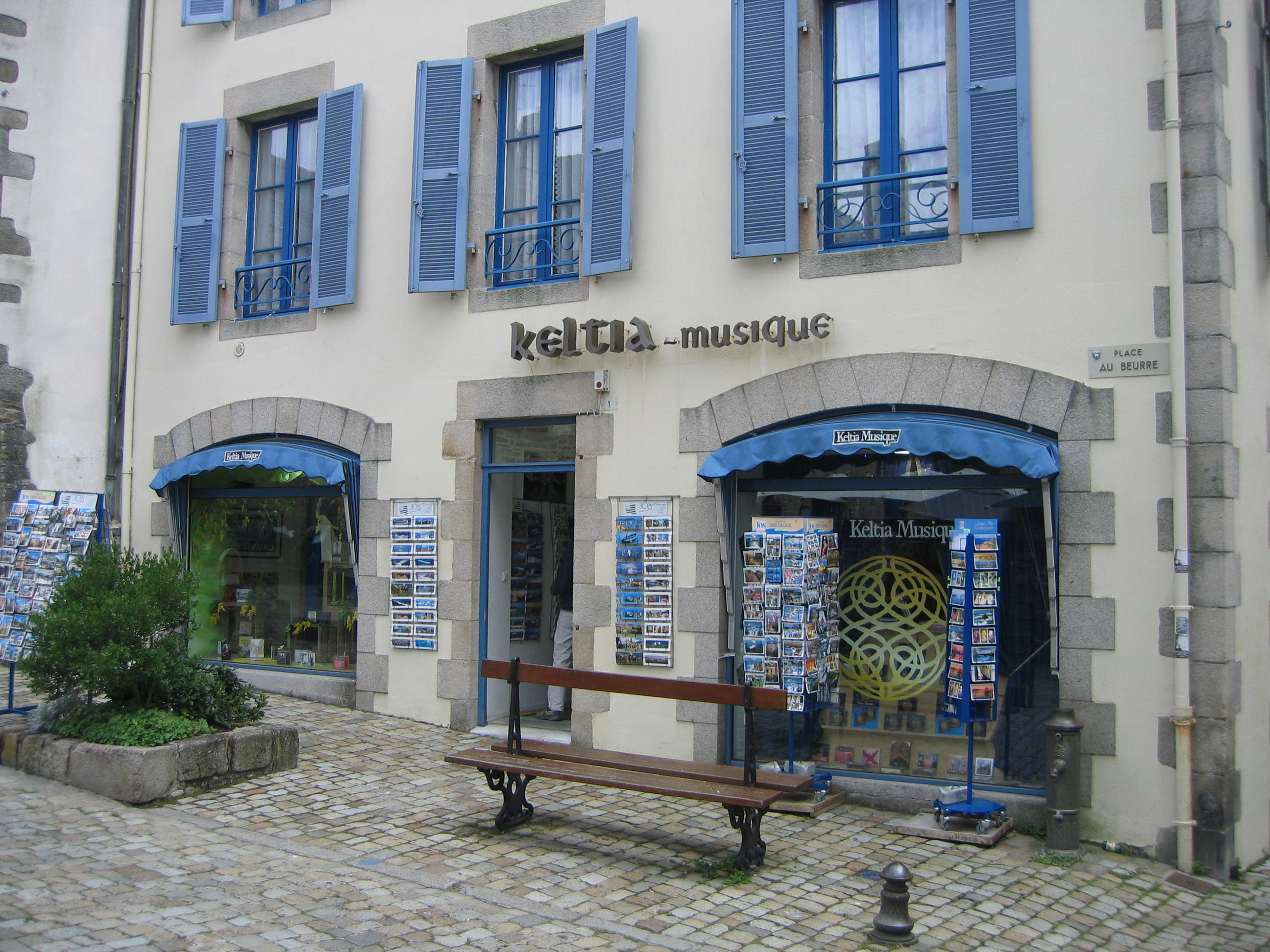
Ancien magasin Keltia à Quimper

Les fondations de Keltia Musique sont le fruit de la passion et du travail au long cours de Hervé Le Meur, membre actif dans la création de la fédération finistérienne de la B.A.S, Bodadeg Ar Sonerion Penn Ar Bed en 1964, qui a également assuré la présidence du Bagad Kemper de 1969 jusqu’à son décès, survenu le 5 décembre 1996.
Musicien confirmé, il a commencé par proposer, depuis la cave de sa maison familiale à Quimper, la vente de partitions, d'instruments pour bagadoù et de disques de musique traditionnelle, parallèlement à ses autres activités dont son travail de comptable. Ainsi, au fil des années 1970, Il importe des 33 tours de musiques irlandaise et écossaise grâce à ses contacts parmi les musiciens ,, se lance également dans la production musicale sous le label Rikou Soner et inaugure un premier magasin de détail au 6, rue du Sallé à Quimper, dans le cœur historique de la ville, offrant ainsi un lieu ouvert pour partager sa passion. Au début des années 1980, il le transfert à quelques pas de là dans un espace plus large, au n° 1 de la place au Beurre à Quimper.

### Musiques bretonnes et celtiques
Il proposera peu-à peu une distribution en France de musiques d'Irlande, d'Écosse, du Pays de Galles, de Galice, de Cornouailles, de l’Île de Man et bien sûr de Bretagne. Lorsqu’il développe le volet « production » de son entreprise, il s’oriente naturellement vers la musique bretonne et celle qu’il connaissait très bien, à savoir celles du bagad Kemper et celles des interprètes ou compositeurs en bombarde et biniou-kozh.  
Les débuts de Keltia Musique ont coïncidé avec le déclin du vinyle et l’arrivée du CD. En 1986, le label sort ses cinq premiers CD de musique bretonne : War an dachenn (littéralement traduit par « Sur le terrain ») du Bagad Kemper, Musique pour les silences à venir de Dan Ar Braz, Vibrations de Dominig Bouchaud, Amzer Glaz des Sonerien Du et une compilation, Musiques, Chants et Danses de Bretagne. Le label fonde ses choix sur la qualité musicale, à partir d’une production allant du traditionnel au progressif.  
Au début des années 1980, le rock celtique débarque par la mer, avec les groupes Horslips, Clannad, The Waterboys, The Silencers, Moving Hearts, U2, Les Pogues. La plupart seront distribués par Keltia Musique. L’entreprise, qui développe son réseau d’import de disques des pays celtiques (Irlande, Écosse, Pays de Galles, Galice…), disposait, dans les années 1990, de 500 références à son catalogue. La clientèle s'élargissant, elle cherche ensuite à exporter pour faciliter l’accessibilité des artistes à l'international. 
En 1987, au Midem, c’est la rencontre avec le producteur de la chanteuse texane Michelle Shocked, dont Keltia distribuera l’album Texas camphire tapes. Eithne, la petite sœur des musiciens de Clannad, passe par Keltia quand elle devient Enya : « On vendait 200 albums par mois. Quand elle a signé chez Warner, c'était par millions dans le monde entier. »
Lorsque Sinead O’Connor – qui avait participé à l'album l’Imaginaire Irlandais (1996) – décide de quitter New York après le 11 septembre 2001, son label prend contact avec Eleanor, chargée des relations internationales dans l’entreprise, pour l’album Sean-Nós Nua sorti en 2002. Eleanor part à Dublin la rencontrer et assure la promotion de l’artiste en France (France 2, France Inter, Reuters, Rolling Stone, RTL 2, VSD, Ce soir ou jamais...). En 2005, une partie de l'équipe la retrouve pour son concert à l’Olympia avec les musiciens de Bob Marley, Sly Dunbar et Robbie Shakespeare à l’occasion de la sortie de son album reggae Throw Down Your Arms. Keltia Musique sortira sous licence quatre des albums de Sinead pour la France : Sean Nos Nua (2002), She Who Dwells in the Secret Place of the Most High Shall Abide Under the Shadow of the Almighty (2003), Throw Down Your Arms (2005) et Theology (2007).

### Nouvel environnement pour la nouvelle génération

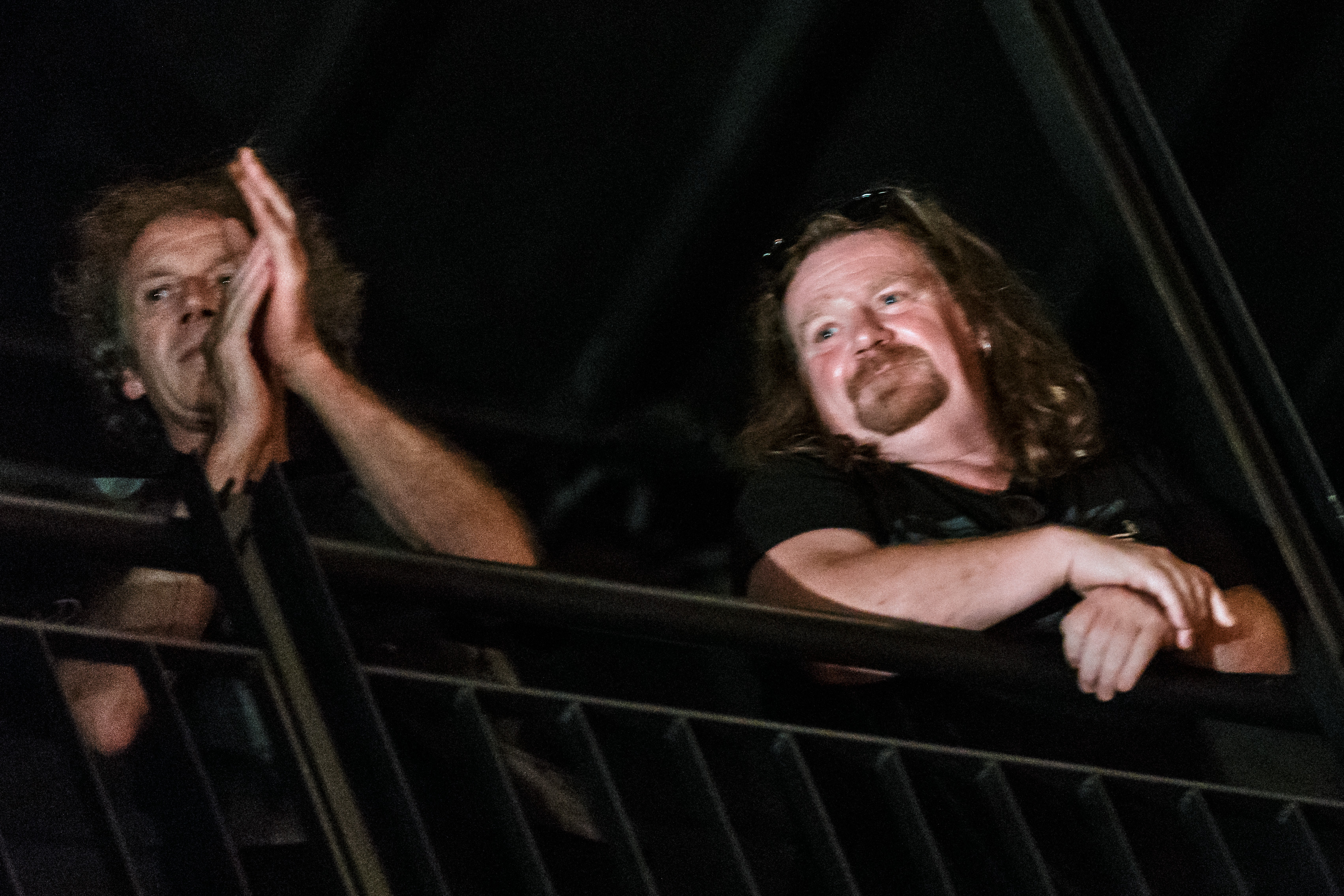
Alain Le Meur et Pat O'May devant Alan Stivell à Quimper en 2016.

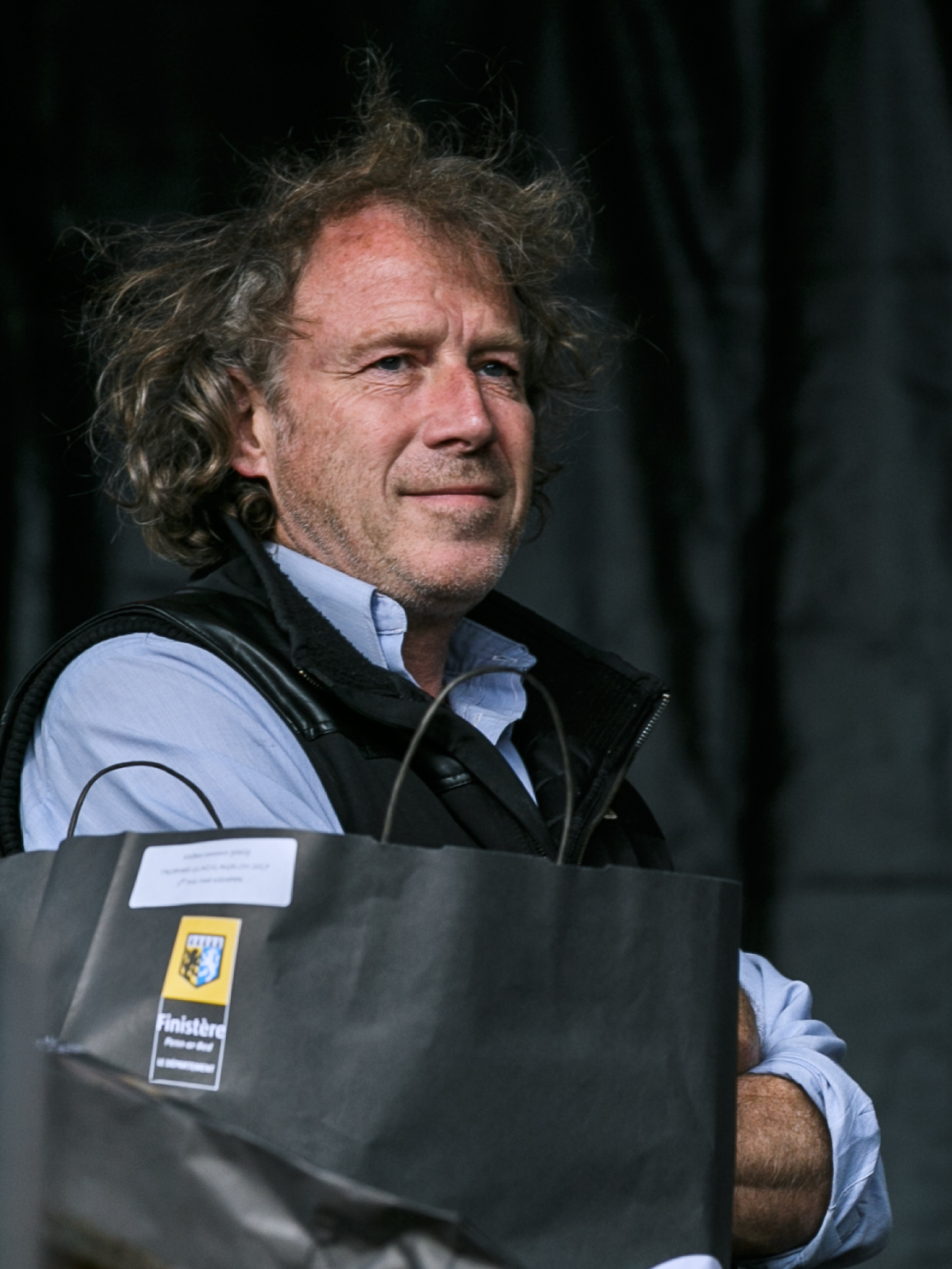
Alain Le Meur le 22 juillet 2017 lors de la remise du Trophée Hervé Le Meur - concours de sonneurs par couple se déroulant pendant le Festival de Cornouaille à Quimper.

Depuis 1989, Alain Le Meur a pris le relai de son père à la direction l’entreprise familiale. Il travaille entre autres avec ses deux frères – Hervé, responsable de la logistique de l’entreprise, et Pol, graphiste indépendant, auteur de la majeure partie des visuels du label depuis les premières productions –, ainsi qu’avec sa femme Eleanor Lehtela et une équipe de collaborateurs fidèles. Avec Eleanor, anglophone née au Canada, ils ont pu négocier et signer des artistes de renom international comme Loreena McKennitt et Sinéad O’Connor. Elle a aussi conçu une toute première compilation de musiques celtiques, grand succès du label, suivi d’autres albums thématiques comprenant Étoiles Celtiques/Kindred Spirit, l’Imaginaire Irlandais/Imagine another Ireland, Voix Celtiques/Celtic Voices, Fest Vraz, Les Grands Airs Celtiques, ainsi que les albums pour le Festival interceltique de Lorient. Avant son départ de l’entreprise en 2009, elle contacte Wiley Publishing, propriétaire américain de la marque « Pour Les Nuls/For Dummies » et réalise La Musique Bretonne Pour Les Nuls / Breton Music For Dummies, La Musique Celtique Pour Les Nuls/Celtic Music For Dummies et Fest Noz Pour Les Nuls/Fest Noz For Dummies. Ce sont les tout premiers CD « Pour Les Nuls/For Dummies » en France, et même dans le monde – hors les États-Unis où un seul disque avait préexisté quelques années auparavant.
Parmi les fidèles au catalogue, se trouvent aussi Jimme O'Neill, le leader des Silencers installé en Bretagne (Come en 2004, Real en 2008) et le groupe Red Cardell, entré dans la maison avec Naître (2006) et pour qui Keltia Musique a aussi produit Le Banquet de cristal (2008), Soleil blanc (2010) mixé par Clive Martin (Queen, Sting), Falling in Love (2012) mixé par Ariel Borujow (Black Eyed Peas, Puff Daddy) à New York et Un monde tout à l'envers (2016) ainsi que trois de leurs albums “live”.
Dès les débuts, le label met en avant la langue bretonne sur les jaquettes de ses productions et y développe à égalité, tout autant que dans les livrets, les versions française et anglaise des textes, comme ce sera le cas pour la première réédition des Sœurs Goadec (Les voix légendaires de Bretagne). En général, les retirages sont rares et les sorties se font au nombre d’une dizaine par an, variant en fonction des années.
En 2015, Keltia Musique entreprend la réédition d’une collection de 11 albums à partir du fonds de la maison de disques Mouez Breiz, label breton pionnier en la matière, mémoire sonore de la musique bretonne des années 1950 à 1976. 
Malgré les fortes identités musicales qui perdurent, Keltia Musique est confronté aux contraintes du marché, du fait de la quasi absence des artistes produits par le label sur les plateaux de télévision, de la crise du disque et d’un nouvel environnement commercial. La partie distribution, devenue SAS à la suite d'une holding en 2009, est placée en liquidation judiciaire en 2013 et les trois salariés chargés de l’approvisionnement sont licenciés. La production et la restructuration des activités autour du magasin rencontrent toujours des difficultés qui conduisent l’entreprise quimpéroise à la liquidation en septembre 2016. Keltia Symphonia voit néanmoins le jour en août 2016, associant l’ensemble bulgare New Symphony Orchestra (en) au guitariste Pat O'May sur un répertoire breton.

## Quelques artistes et groupes diffusés

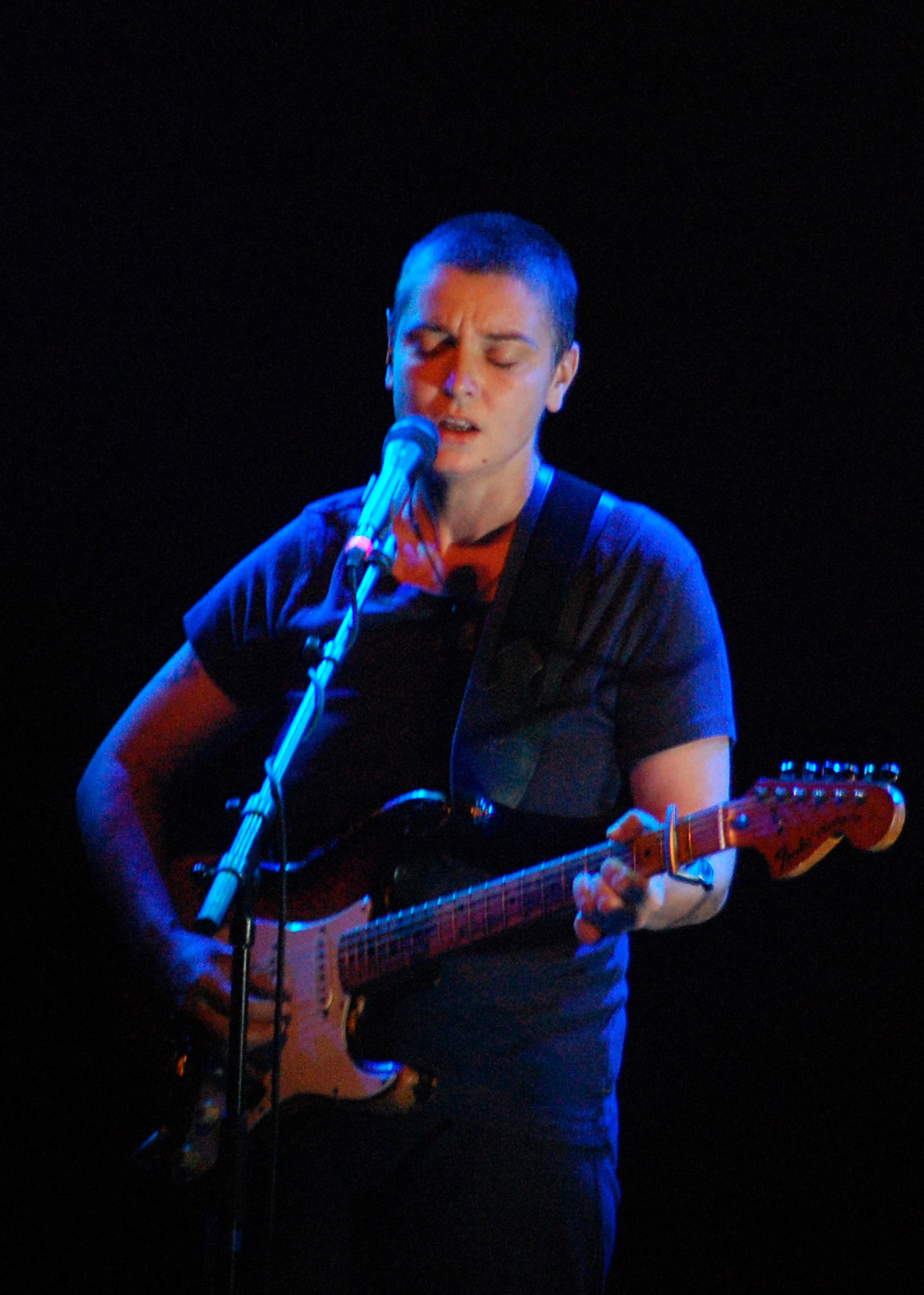
Sinéad O’Connor
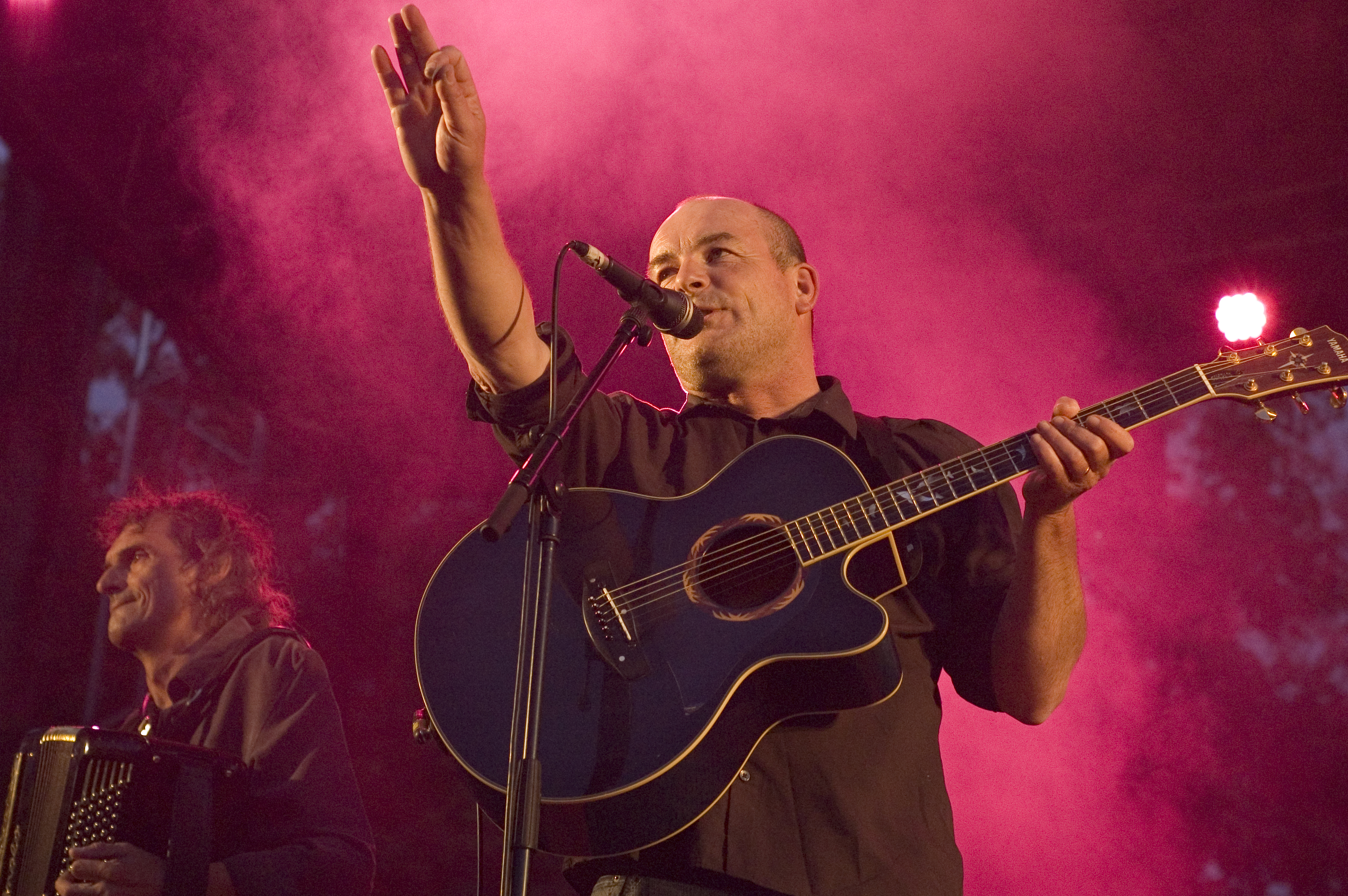
Red Cardell
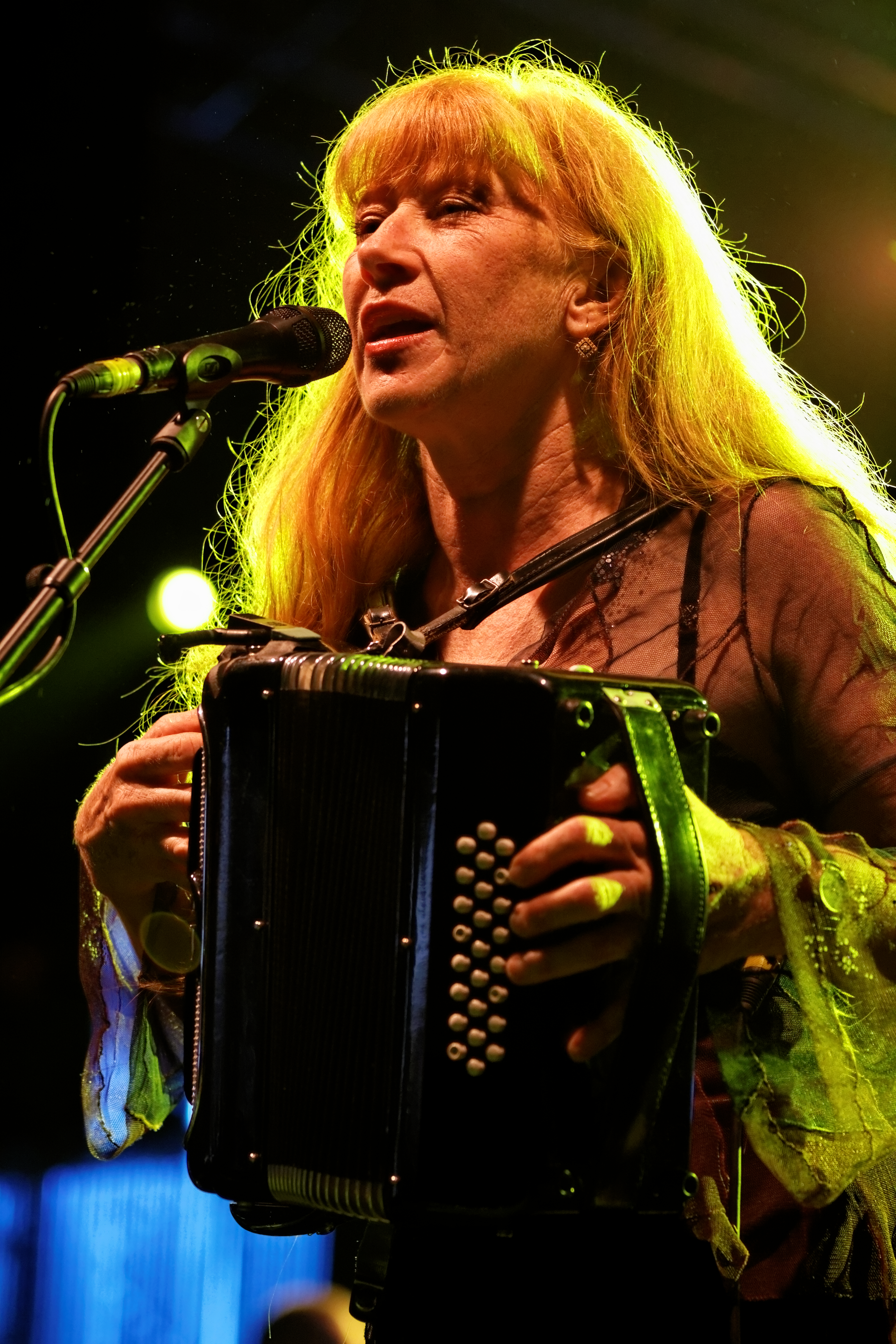
Loreena McKennitt
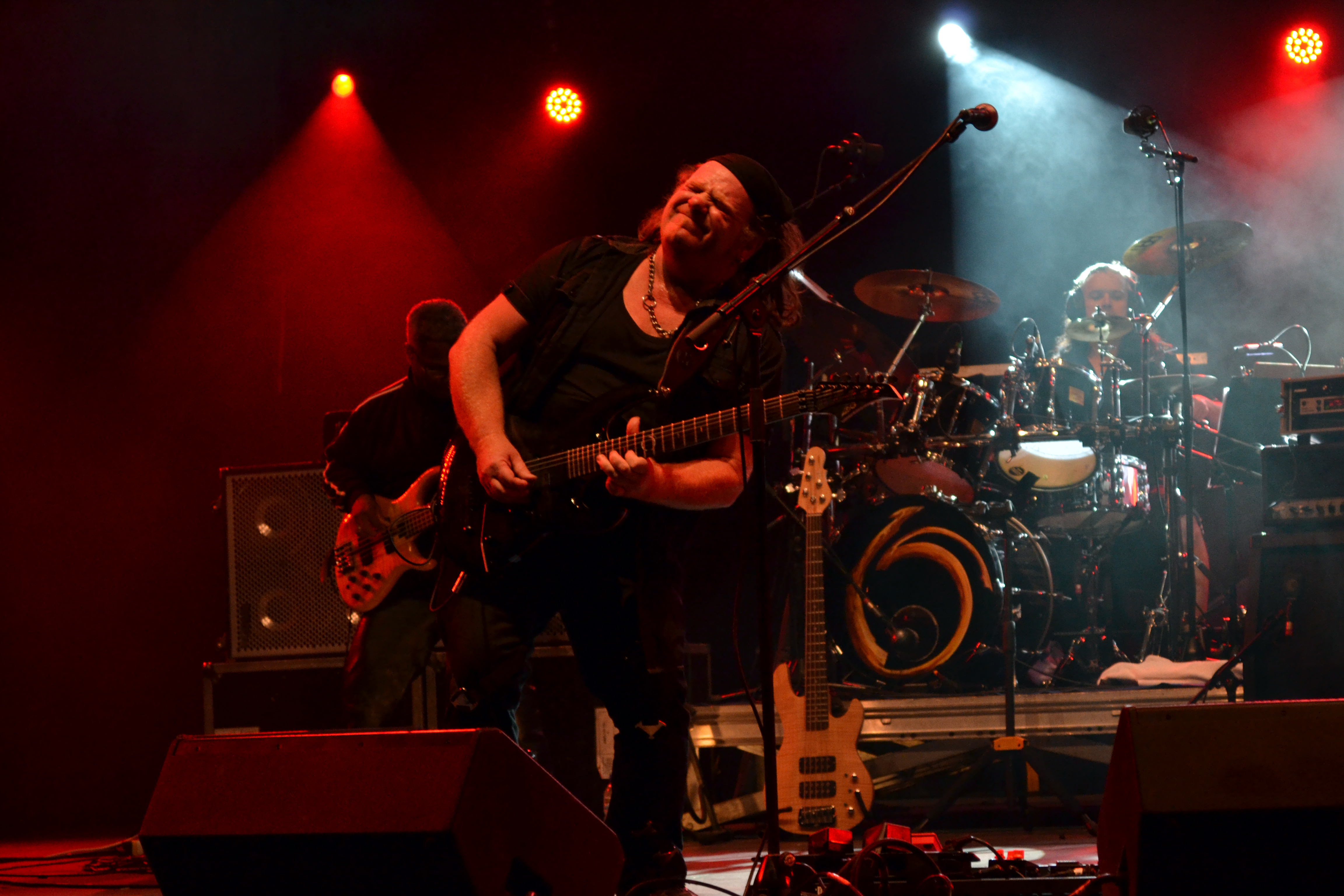
Pat O'May
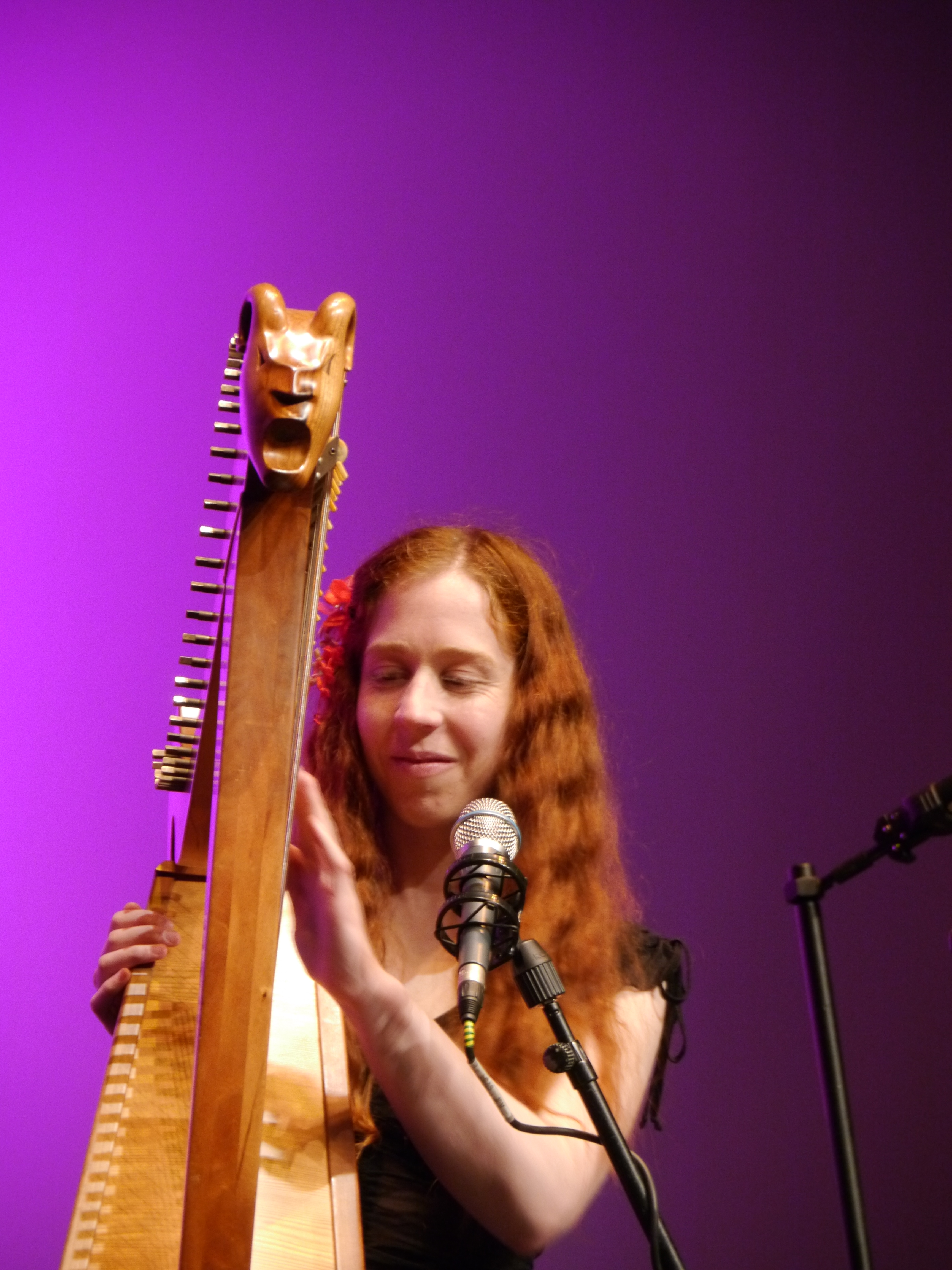
Cécile Corbel
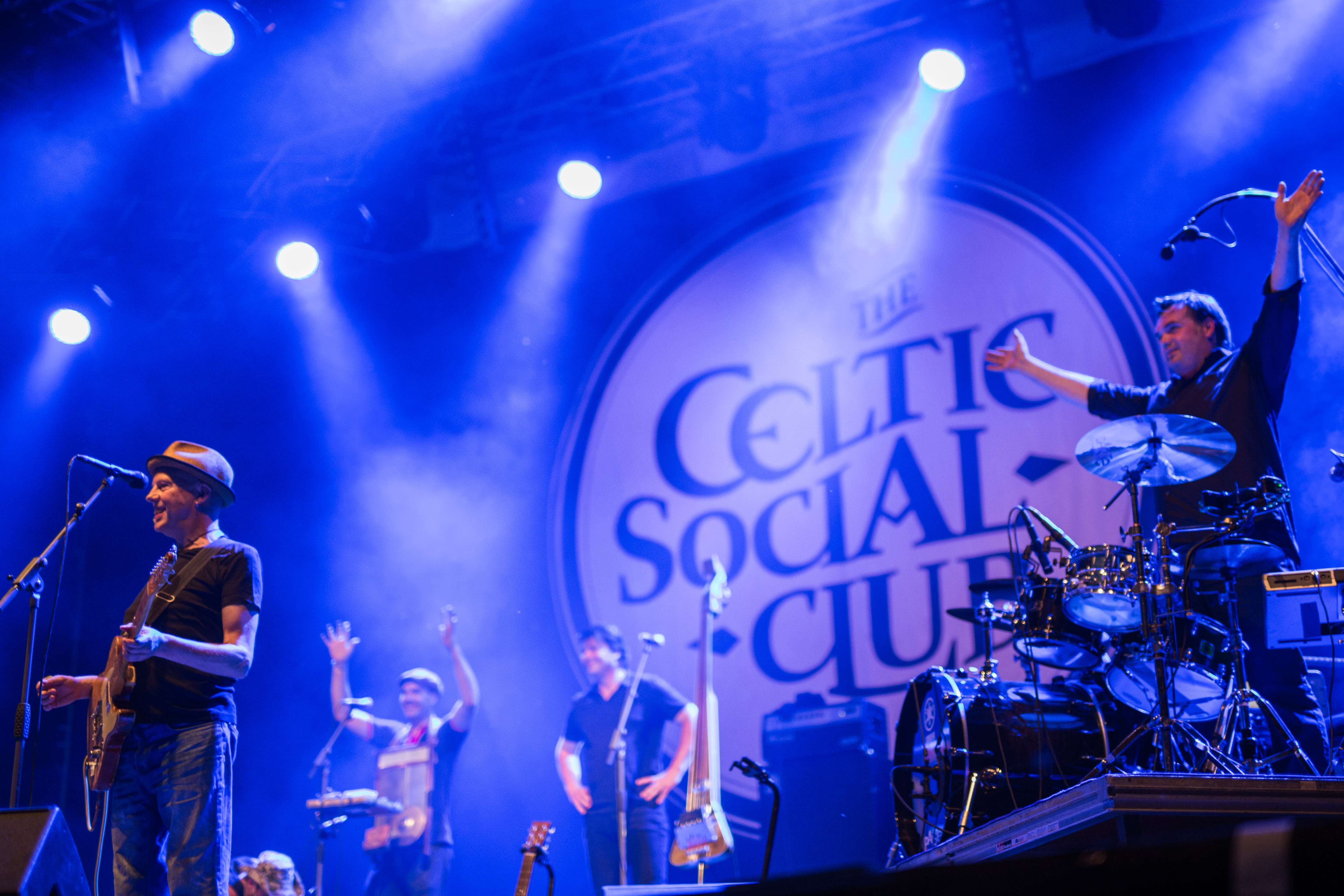
The Celtic Social Club

- Bagad Kemper
- Anne Auffret
- Jean Baron
- Christian Anneix
- Dan Ar Braz
- Red Cardell
- Loreena McKennitt
- Sinead O'Connor
- The Chieftains
- The Dubliners
- The Silencers
- Clannad
- Cécile Corbel
- Solas
- Lunasa
- Altan
- Dónal Lunny
- Skolvan
- Gwendal
- Gilles Servat
- Louise Ebrel
- Triskell
- Téada
- Les Sœurs Goadec
- Pat O'May
- Jimme O'Neill
- Louis Capart
- Michel Tonnerre
- Les Ours du Scorff
- Bagad Brieg
- Les Goristes
- Gilles Le Bigot
- Gwennyn
- Stone Age
- Maxime Piolot
- Alain Genty
- Barzaz
- Kornog
- Ozan Trio
- Lors Jouin
- The Celtic Social Club
- Nicolas Quémener
- David Hopkins

### Compilations
Étoiles Celtique/Kindred Spirit – premier grand succès commercial qui s’est vendu à plus de 35 000 exemplaires dès le premier mois de sa sortie – un record pour le label ; Imaginaire Irlandais/Imagine Another Ireland, en partenariat avec les Ministères de la Culture de France et d'Irlande et vendu à plus de 50 000 exemplaires ; Voix Celtiques/Celtic Voices, Fest Vraz, Festival interceltique de Lorient, Musiques de Bretagne, Bagad de Lann-Bihoué, Chants de mer et de marins, Nuit de la Saint Patrick, La Musique bretonne pour Les Nuls, Fest-Noz pour Les Nuls, Musique celtique pour Les Nuls.